# Sudár Balázs
Sudár Balázs (Budapest, 1972. május 28.) magyar történész, turkológus és zenész. Kutatási területei közé tartozik a török hódoltság politika- és művelődéstörténete, valamint a korai magyar történelem kérdései. Egy évtizeden át intenzíven foglalkozott a török énekmondással, az oszmán klasszikus költészettel és a hangszertörténettel. Kedvelt kutatási témája az iszlám misztikája. Tagja a Magyar Történelmi Íjász Társaságnak.

## Tanulmányai
1990-ben érettségizett a Teleki Blanka Gimnáziumban. 1990 és 1997 között az Eötvös Loránd Tudományegyetem történelem és török filológia szakán tanult, ahol mindkét területen diplomát szerzett. Török filológiából PhD fokozatot is szerzett, melynek megszerzésén 1996 és 1999 között dolgozott. Doktori disszertációját, melynek címe "A Palatics-kódex török versgyűjteményei és a hódoltsági művelődéstörténet", 2004-ben védte meg.

## Munkássága
1997 és 1999 között könyvtárosként dolgozott a Magyar Tudományos Akadémia Könyvtárának Keleti Gyűjteményében. 1997 és 2003 között az Eötvös Loránd Tudományegyetem Bölcsészettudományi Karának Török Filológiai Tanszékén helyezkedett el, kezdetben óraadóként, majd 1999-től tanársegédként. 2003-tól az MTA Történettudományi Intézetének tudományos főmunkatársa. 2008 és 2014 között a Szegedi Tudományegyetem Altajisztikai Tanszékének adjunktusa volt. 2014 és 2019 között az MTA BTK Magyar Őstörténeti Témacsoportját vezette. 2019-től jelenleg is muzeológusként dolgozik a Budapesti Történeti Múzeumban. Gyakori szerzőpartnere B. Szabó János.

## Zenei pályafutása
1990-ben Kobzos Kiss Tamás tanítványaként csatlakozott a Musica Historica Együtteshez, amellyel rendszeresen fellépett, főként magyar és közép-európai régi zenét játszva. 1997-ben megalapította a Canlar zenekart, amely kifejezetten a régi török zene előadására specializálódott, és török klasszikus, valamint népzenével foglalkozik. Alkalmi közreműködőként más zenei formációkban is részt vett. A Musica Historica tagjaként 1990 és 2011 között volt aktív. Kobzon, török lavtán (lanton) és baglamán játszik, valamint énekel. A zenélés mellett 1993-ban ő rendezte a Szentbékkállán bemutatott "Aucasin és Nicolete" című középkori francia széphistóriát.

## Kitüntetései
- Klaniczay-díj (2006)
- Akadémiai Ifjúsági Díj (2006)
- Szakály Ferenc emlékérem (2008)
- A Magyar Érdemrend lovagkeresztje (2014)

## Fontosabb művei
- Török fürdők a hódoltságban. Történelmi Szemle, 2003/3–4. 213–263. old. Baths in Ottoman Hungary. Acta Orientalia Academiae Scientiarum Hungaricae, 2004/4. 391–437. old.
- A Palatics-kódex török versgyűjteményei. Török költészet és zene a XVI. századi hódoltságban; Balassi, Budapest, 2005 (Humanizmus és reformáció)
- Pécs 1663-ban. Evlia cselebi és az első részletes városleírás; Pécs Története Alapítvány–Kronosz, Pécs–Budapest, 2012 (Források Pécs történetéből)
- Dzsámik és mecsetek a hódolt Magyarországon; MTA BTK Törttudományi Intézet, Budapest, 2014 (Magyar történelmi emlékek. Adattárak)
- A honfoglalók viselete; szerk. Sudár Balázs, Petkes Zsolt; Helikon, Budapest, 2014 (Magyar őstörténet 1.)
- Magyarok a honfoglalás korában; szerk. Sudár Balázs; Helikon, Budapest, 2015 (Magyar őstörténet 2.)
- Magyarok fegyverben; szerk. Petkes Zsolt, Sudár Balázs; Helikon, Budapest, 2015 (Magyar őstörténet 3.)
- Honfoglalás és megtelepedés; szerk. Petkes Zsolt, Sudár Balázs; Helikon, Budapest, 2016 (Magyar őstörténet 4.)
- Hétköznapok a honfoglalás korában; szerk. Petkes Zsolt, Sudár Balázs; Helikon, Budapest, 2017 (Magyar őstörténet 5.)
- Ulu Madzsar, Kicsi Madzsar és a Derbend-náme – A kaukázusi Madzsar nevű települések kérdéséhez; Tanulmányok a korai magyar történelemről, Budapest, 2017,
- A honfoglalók műveltsége; szerk. Sudár Balázs; Helikon, Budapest, 2018 (Magyar őstörténet 6.)
- A Kárpátok keleti hágói. Gondolatok a honfoglalás útirányairól; Martin Opitz, Budapest, 2020
- A magyar nyelv honfoglalása. In: Klima, László; Türk, Attila (szerk.) Párhuzamos történetek; Martin Opitz, Budapest, 2021
- Az Árpád-ház nyomában; BTK TTI, Budapest, 2021 (Források és tanulmányok)
- Gyula népe. Madzsgarok a 10. századi muszlim földrajzi irodalomban; BTK MŐT, 2022

### Társszerzőként
- Vgec-ügyek – Egy elfeledett ősapa [A forgotten forefather named Vgec]; B. Szabó János – Sudár Balázs, Archeolingua Alapítvány, Budapest-Esztergom, 2017
- Kende és gyula? A magyar kettős fejedelemség teóriájától a forrásokig [From the Theory of the Hungarian Dual Princedom to the Sources]; B. Szabó János – Sudár Balázs, Századok 153., 5. szám, 2019
- Gyula népe. Madzsgarok a 10. századi muszlim földrajzi irodalomban; B. Szabó János – Sudár Balázs; BTK MŐT, 2022

### Szerkesztőként[1]
- Függőkert. Orientalisztikai tanulmányok 1–2. (2003–2005)
- Keletkutatás. (Periodika, 2005–2014)
- Magyar Őstörténet 1–6. (Könyvsorozat, MTA BTK–Helikon, 2014–2018)
- MTA BTK MŐT Források és tanulmányok. (2016−)
- Gül baba. Egy török dervis a magyar végeken; szerk. Sudár Balázs; BTM–BTK TTI, Budapest, 2022